# Poul Nyrup Rasmussen
Pour les articles homonymes, voir Rasmussen.
Poul Nyrup Rasmussen, né le 15 juin 1943 à Esbjerg (Danemark), est un homme politique danois. Premier ministre du 25 janvier 1993 au 27 novembre 2001, il fut, jusqu'en 2009, député européen et jusqu'en 2011 président du Parti socialiste européen (PSE). Il fut également président du Parti social-démocrate danois entre 1992 à 2002.

## Jeunesse
Poul Nyrup Rasmussen est né à Esbjerg en 1943, il est le fils d'Oluf Nyrup Rasmussen et de Vera Eline Nyrup Rasmussen. Issu d'un milieu populaire modeste, il a étudié à l'université de Copenhague où il a obtenu en 1971 un diplôme en économie. Alors qu'il était encore étudiant, il était un militant actif du syndicat social-démocrate Frit Forum, où il a rencontré nombre de ses futurs collègues. Il fut marié à Lone Dybkjær, qui a été députée au Parlement danois et députée au Parlement européen.

## Premier ministre, 1993-2001
Poul Nyrup Rasmussen est arrivé au pouvoir à la suite de la chute du gouvernement de Poul Schlüter qui avait manqué d'informer le Parlement danois de son rôle dans un scandale impliquant des réfugiés tamouls.
Le gouvernement social démocrate mené par Rasmussen a mené une politique économique empruntant au keynésianisme ; caractérisée notamment par les mesures de relance conjoncturelle de 1993-1994 (« kick-start »). 
Il fut réélu d'une courte tête en 1998, son parti remportant 36 % des suffrages exprimés. Nombre de votes ont dû être recomptés afin de déterminer le gagnant. Le gouvernement fut reconduit quasi à l'identique. Ses ténors Niels Helveg Petersen, Mogens Lykketoft et Marianne Jelved conservèrent leurs postes. Poul Nyrup Rasmussen leur fixa comme première mission de garantir un « oui » au référendum sur le Traité d'Amsterdam. 55 % des Danois votèrent effectivement en faveur du traité. 
La balance commerciale excédentaire de quelque 30 milliards de couronnes (4,9 milliards de dollars) se transforma en déficit à la fin des années 1990. Le gouvernement choisit d'augmenter les impôts pour combattre ce problème, ce qui éroda sa popularité et le fragilisa pour les élections à venir. 
Le 8 mai 2000, Poul Nyrup Rasmussen se rendit en visite d'État en Chine, où il rencontra son homologue ainsi que le président Jiang Zemin, afin de célébrer 50 ans de relations diplomatiques entre les deux pays. Le chef du gouvernement danois profita de son voyage de huit jours en Chine pour évoquer les lacunes en matière de droits de l'homme du pays, ainsi que la question du Tibet.
Son gouvernement eu la charge d'organiser le référendum concernant l'adoption de l'euro. 53,2 % des électeurs votèrent contre la monnaie unique le 28 septembre 2000. Poul Nyrup Rasmussen convoqua des élections anticipées à la suite des attentats du 11 septembre 2001. Il sortit grandi de cette initiative, considérée comme une décision d'homme d'État, et il atteignit sa meilleure cote de popularité depuis des années. Son avance significative dans les enquêtes d'opinion s'éroda au fur et à mesure de la campagne législative.
Son adversaire était le chef du Venstre (libéraux) Anders Fogh Rasmussen. Les thèmes de campagne principaux ont été l'immigration et les réfugiés, ce qui fit le jeu du Parti populaire danois. Dans les derniers jours de la campagne, de nombreux intellectuels enjoignirent aux Danois de ne pas voter pour les partis d'extrême droite, face à la montée du Parti populaire danois.  Les questions européennes furent évacuées du débat, les deux candidats passant pour avoir des opinions globalement similaires auprès de l'opinion. Poul Nyrup Rasmussen avait déclaré que cette élection anticipée conférerait au prochain Premier ministre le temps de préparer la présidence danoise du Conseil européen de 2002. 
Une des priorités de Poul Nyrup Rasmussen était de trouver des solutions à la crise économique et de rebâtir une économie plus dynamique, les autres thèmes de campagne principaux étant le pouvoir d'achat et la couverture santé.
La défaite aux élections de 2001 fut double, dans la mesure où les sociaux-démocrates perdirent le pouvoir et leur place de premier parti du Folketing.

## Parlement européen et Parti socialiste européen, 2004-
Poul Nyrup Rasmussen est actuellement député européen, après avoir rassemblé un nombre record de 407,966 voix pour un candidat danois aux élections européennes de 2004. 
Poul Nyrup Rasmussen fut élu président du Parti socialiste européen lors du Congrès de Bruxelles, tenu en avril 2004. Il était le candidat tacite des Français qui souhaitent un parti européen qui soit l'avant-garde d'une plus grande intégration européenne. L'Italien Giuliano Amato était le candidat « officiel » soutenu par le président sortant, Robin Cook, et les principales formations comme le Labour ou le SPD. Poul Nyrup Rasmussen fut élu avec quelques voix d'avance. Il fut réélu en 2006, au Congrès de Porto, pour un mandat de 2 ans et demi.
Son second mandat fut marqué par sa volonté de créer un militantisme européen, soucieux de rassembler des militants de tous les pays membres et de dépasser les cadres politiques nationaux. C'est dans cet esprit que le Parti socialiste européen engagea une grande consultation des militants et des partis et organisations associés, afin d'aboutir à un programme électoral commun, le « manifesto » pour les élections européennes de 2009.
D'après la liste arrêtée au 11 novembre 2003, il est membre du Comité d'orientation scientifique de l'association fondée par Michel Rocard et Dominique Strauss-Kahn, À gauche en Europe. Il est également membre du Club de Madrid.